# Astana Arlans
L'Astana Arlans è stata una squadra di pugilato che ha preso parte al campionato mondiale delle World Series of Boxing.

## Storia della società
La squadra è stata fondata nel 2010 ed è di proprietà della federazione pugilistica kazaka (KBF), promotrice del pugilato dilettantistico in Kazakistan.
È una delle 12 squadre che hanno preso parte alla prima edizione della competizione nel 2010. Nel corso della stagione 2010-2011, si è qualificata ai play-off come miglior seconda classificata nel proprio girone (Asia Conference, alle spalle dei Baku Fires) della regolar season, con due punti in più rispetto a Dolce & Gabbana Milano Thunder. In semifinale ha eliminato gli statunitensi del Los Angeles Matadors con il punteggio di 7-3, perdendo poi la finale contro i francesi del Paris United con il punteggio di 6-4.
Due pugili della squadra asiatica hanno partecipato alle finali individuali: Kanat Abutalipov si è laureato campione del mondo WSB nella categoria dei pesi gallo, battendo il francese Nordine Oubaali con il punteggio di 2-1, e ottenendo così la qualificazione alle olimpiadi di Londra 2012; Yerzhan Mussafirov dei pesi leggeri è stato invece battuto dal cinese Zhimin Wang.
Nella stagione 2011-2012 è stata inserita nel girone A, in cui si è classificata terza alle spalle di Dynamo Moscow e Dolce & Gabbana Milano Thunder, qualificandosi quindi ai play-off. Nei quarti di finale ha superato i Mexico City Guerreros con il punteggio totale di 6-4. È stata eliminata nelle semifinali dalla Dynamo Moscow con il punteggio di 7-3.

## Strutture
Gli incontri interni dell'Astana Arlans vengono disputati presso il Daulet Sports Complex, a Astana.
Gli incontri contro Los Angeles Matadors e Dolce & Gabbana Milano Thunder sono stati ospitati presso il complesso sportivo Sary Arka (Steppa d'Oro), sempre nella capitale. Occasionalmente alcuni incontri si tengono al Baluan Sholak Sports Palace di Almaty.

## Organico 2011-2012

### Roster
La squadra è composta da 18 pugili internazionali suddivisi in 5 categorie di peso.
| Categoria                 | Pugile                                                                            |
| ------------------------- | --------------------------------------------------------------------------------- |
| Pesi Gallo (54 kg)        | Khabibulla Ismail-Akhunov Mirzhan Rakhimzhanov Rafikjon Sultonov Daniyar Tokbayev |
| Pesi Leggeri (61 kg)      | Merey Akshalov Samat Bashenov Yerzhan Mussafirov Adlet Yegizekov                  |
| Pesi Medi (73 kg)         | Khussan Baimatov Miras Bairkhanov Kanat Slam Rustam Svayev                        |
| Pesi Mediomassimi (85 kg) | Ramzjon Ahmedov Abdelhafid Benchabla Daniyar Ustembayev                           |
| Pesi Massimi (+91 kg)     | Istvan Bernath Chouaib Bouloudinats Ruslan Myrsatayev                             |

### Staff tecnico
Staff tecnico aggiornato al 25 febbraio 2012.
- Allenatore:  Beibut Yeszhanov.

## Palmarès

### Trofei individuali
- Campione del mondo WSB pesi gallo:  Kanat Abutalipov (2011)